# Taeniodera cuprithorax
Taeniodera cuprithorax är en skalbaggsart som beskrevs av Miksic 1976. Taeniodera cuprithorax ingår i släktet Taeniodera och familjen Cetoniidae. Inga underarter finns listade i Catalogue of Life.